# 민주화

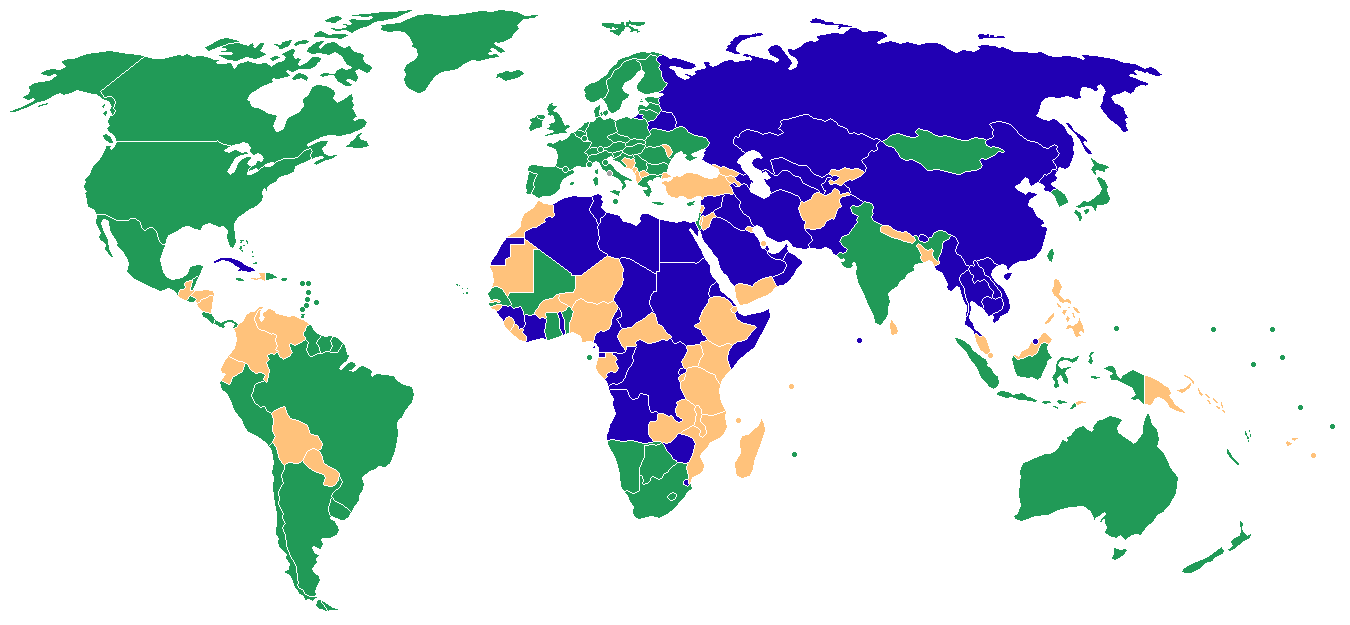
초록색: 자유 국가, 살구색: 부분적 자유 국가, 파랑색: 비자유 국가

민주화(民主化, 영어: Democratization)는 일반적으로 정치 체제 안에서 민주주의가 확대되는 과정을 말한다. 국내 정치에서는 민주주의 정치 체제를 형성하는 과정, 국제 정치에서는 민주주의 정치 체제를 취하는 국가가 확산되는 과정을 말한다.

## 민주화 운동
민주화 운동은 군사독재정치와 같은 비민주적인 정치 체제에 저항하여, 민주주의 확립을 달성하기 위해 벌이는 모든 활동을 말한다.
민주화란 민주적 방향으로 움직이는 실질적인 정치적 변화를 포함한 민주적인 정치 체제로의 전환이다. 권위주의 정권에서 완전한 민주주의로의 전환, 권위주의 정치 체제에서 반민주주의로의 전환, 또는 반권위주의 정치 체제에서 민주주의 정치 체제로의 전환들이 민주화에 해당한다.
민주화의 결과는 통합적일 수도 있고(영국에서 일어난 예처럼) 민주화의 과정에서 처음의 취지와 맞지 않은 반전이 빈번하게 일어날 수도 있다(칠레에서 일어난 것처럼). 민주화의 각기 다른 패턴들은 국가의 전쟁 참여 혹은 국가의 경제 성장 여부와 같은 여러 정치적 현상을 설명하는 데에 사용된다.
민주화의 발달과 확장 정도는 경제 발전, 역사적 유산, 시민 사회 등 다양한 요인에 기인한다. 민주화에 관련된 몇몇 이야기들은 지배계층이 민주화를 이끈 방법에 중점을 두고 있는 반면, 다른 몇몇 이야기들은 일반인들이 이루어 낸 민주화 과정에 중점을 두고 있다.

## 원인
민주화에 영향을 미치거나 민주화를 제한하는 요인에 대해서는 상당한 논쟁들이 있다. 경제, 문화, 역사를 포함한 수많은 것들이 민주화 과정에 영향을 미치는 요인으로 알려져 있다.

### 경제 발전과 현대화
세이모어 립셋, 칼스 부익스, 수전 스톡스, 디트리히 루슈마이어, 에블린 스티븐스, 존 스티븐스 같은 학자들은 경제 발전이 민주화의 가능성을 증가시킨다고 주장한다. 다니엘 트리스먼은 다음과 같이 말했다. "중기(10-20년)에는 고소득과 민주화와 민주 생존 둘 다의 관계가 강하고 일관적이지만 반드시 짧은 기간 내에 존재하는 것은 아니다." 로버트 달은 시장 경제가 민주주의 기관에 유리한 조건을 제공했다고 주장했다.
GDP/자본의 증가는 민주주의와 관련이 있으며 일부 사람들은 가장 부유한 민주주의가 권위주의에 빠지는 것이 관찰된 적이 없다고 주장한다. 바이마르 독일에서 히틀러와 나치의 부상은 명백한 반례라고 볼 수 있지만, 1930년대 초 독일은 이미 선진 경제였지만, 1차 세계대전(1910년대) 이후 사실상 경제 위기에 처해 있었고, 결국 위기의 영향으로 악화되었다. 대공황과 산업혁명 전에는 민주주의가 매우 드물었다는 일반적인 관측도 있다. 따라서 경험적인 연구는 많은 사람들로 하여금 경제 발전이 민주주의로의 전환의 기회를 증가시키거나 혹은 새로 세워진 민주주의가 통합되도록 돕도록 만들었다. 한 연구에서는 경제 발전이 민주화를 촉진하지만 중간 규모(10-20년)에서만 일어난다는 것을 발견했다. 발전된 민주주의는 재임 중인 지도자가 단단히 자리잡도록 도와주지만 그에 반해 권력의 대물림은 막기 때문이다. 그러나 민주주의가 부의 결과인지, 그 원인인지, 아니면 두 과정과 무관한지 여부에 대한 논쟁은 결코 확정적이지 않다. 또 다른 연구는 경제 발전이 민주주의를 촉진하기 위한 국가의 정치적 안정에 달려 있다고 시사한다. Clark, Robert, Golder는 Albert Hirschman의 Exit, Voice and Loyalty 모델을 재구성하면서, 민주화 과정에 영향을 미치는 국가 자체의 부의 증가가 아니라 부의 증가와 함께 나타나는 사회-경제적 구조의 변화라고 설명한다. 그들은 이러한 구조 변화가 어떻게 몇몇 유럽 국가들이 민주화된 주요 이유들 중 하나라고 불려왔는지 설명한다. 현대화가 농업부문의 효율성을 높였기 때문에 그들의 사회경제적 구조가 바뀌었을 때, 시간과 자원의 더 큰 투자가 제조업과 서비스업 부문에 사용되었다. 예를 들어, 영국에서, 신사의 구성원들은 그들이 주정부에게 경제적으로 더 중요해질 수 있도록 하는 상업 활동에 더 많은 투자를 하기 시작했다. 이 새로운 종류의 생산적인 활동은 국가가 자산을 조절하는 것이 더 어려워지고 따라서 세금을 조절하기가 더 어려워지면서 새로운 경제력과 함께 나왔다. 이 때문에 약탈은 더 이상 불가능했고 국가는 새로운 경제 엘리트들과 수익을 창출하기 위해 협상해야 했다. 국가가 충성심을 유지하는 시민들에 더욱 의존하게 되면서, 나라를 위한 의사결정 과정에서 시민들이 고려되어야 했기 때문에 지속 가능한 협상이 도출되어야만 했다.[알 수 없는 출처]
아담 프르제보르스키와 페르난도 리몽기는 경제 발전이 민주주의로 변할 가능성은 낮지만, 발전이 민주화를 일으킨다고 단정할 증거는 불충분하다고 주장한다. Eva Bellin은 특정한 상황에서는 부르주아즈와 노동당이 민주화를 선호할 가능성이 높지만, 다른 상황에서는 그렇지 않다고 주장한다. 경제 발전은 단기적으로 독재 정권에 대한 대중의 지지를 증진시킬 수 있다. Andrew Nathan은 중국이 경제 발전이 민주화를 일으킨다는 명제의 문제 사례라고 주장한다. Michael Miller는 개발로 인해 취약하고 불안정한 정권에서 민주화가 이루어질 가능성은 높아지지만, 이러한 취약성은 처음부터 감소하게 된다고 하였다.
더 큰 도시화가, 다양한 경로를 통해, 민주화에 기여한다는 연구되고 있다. 2016년 연구에 따르면 우선 무역 협정은 한 나라의 민주화를 장려하고, 특히 PTA 파트너 자체가 민주주의인 경우 더욱 그러하다고 한다.
독재국가의 자유화는 정치 제도, GDP, 교육 부분에서 더 나은 출발점을 가진 나라들에서 성공할 가능성이 더 높았다. 이러한 특권국가들은 또한 보다 신속하게 주요 개혁을 수행할 수 있었고, 초기 이익이 없었던 지역에서도 그렇게 할 수 있었다. 이것은 정치 과학에 "매튜 효과"가 있음을 나타낸다.

### 평등과 포괄적 시설
아세모글루와 로빈슨은 사회적 평등과 민주적 이행 사이의 관계가 복잡하다고 주장했다. 사람들은 평등주의 사회에서 반란을 일으킬 동기가 적기 때문에 민주화의 가능성은 낮다. 불평등이 심한 사회(예를 들어, 아파르트헤이트 하의 남아프리카 공화국)에서 민주주의에서 부와 권력의 재분배는 엘리트들에게 너무나 해로우므로, 이들은 민주화를 막기 위해 모든 것을 할 것이다. 민주화는 어느 중간 어딘가, 엘리트들이 양보를 하는 나라들에서 나타날 가능성이 더 높다. 왜냐하면 그들은 (1) 혁명의 위협을 신뢰할 수 있고 (2) 양보의 대가가 그리 높지 않다고 생각하기 때문이다. 이러한 기대는 민주주의가 평등주의 사회에서 더 안정적이라는 것을 보여주는 경험적 연구와 일치한다.

### 문화
일부 사람들은 특정 문화가 다른 문화보다 단순히 민주적 가치에 더 도움이 된다고 주장한다. 이 견해는 민족 중심적일 것 같다. 전형적으로 민주주의에 가장 적합한 것으로 지목되는 것은 서구 문화이며, 다른 문화들은 민주주의를 어렵거나 바람직하지 않게 만드는 가치들을 담고 있는 것으로 묘사된다. 이 주장은 때때로 비민주적 정권들이 민주적 개혁을 이행하지 못한 것을 정당화하기 위해 사용된다. 하지만 오늘날에는 많은 비서구 민주주의가 존재한다. 예로는 다음이 있다. 인도, 일본, 인도네시아, 나미비아, 보츠와나, 대만, 한국. 연구에 따르면 "서양 교육을 받은 지도자들은 한 나라의 민주화 전망을 상당히 그리고 실질적으로 개선한다"고 한다.
스티븐 피쉬와 로버트 J. 바로는 이슬람교를 비민주적인 결과와 연결시켰다. 그러나 마이클 로스는 이슬람 세계 일부 지역에서 민주주의의 부재는 이슬람보다 자원 저주의 역효과와 더 관련이 있다고 주장한다. 리사 블레이데스와 에릭 섀니는 서방과 중동의 민주적 차이를 이슬람 통치자들에 의한 암묵에 의존한 것과 연관시켜온 반면, 유럽의 통치자들은 군사력을 위해 현지 엘리트들에게 의존해야 했고, 따라서 엘리트는 대의 정부를 추진할 수 있는 협상권을 준 것에 있다고 보았다.
로버트 달은 On Democracy에서 민주 정치 문화를 가진 국가들이 민주화와 민주 생존을 더 잘 한다고 주장했다. 그는 또한 문화적 동질성과 소박함이 민주주의 생존에 기여한다고 주장했다. 그러나 다른 학자들은 작은 국가와 동질성이 민주주의를 강화한다는 개념에 이의를 제기했다.

### 사회적 자본과 시민 사회
로버트 푸남은 특정한 특징들이 사회들로 하여금 더 참여적인 민주주의로 이어지는 시민 참여 문화를 갖게 한다고 주장한다. 푸남은 시민단체의 수평적 네트워크가 밀집된 공동체가 민주화와 잘 작동하는 참여 민주주의로 이어지는 "신뢰, 상호주의, 시민 참여의 규범"을 더 잘 구축할 수 있다고 주장한다. 푸남은 밀집된 수평 네트워크를 가진 지역사회와 수직적인 네트워크와 후원자-고객 관계를 대조하며, 민주화에 필요한 시민 참여 문화를 구축할 것 같지 않다고 주장한다.

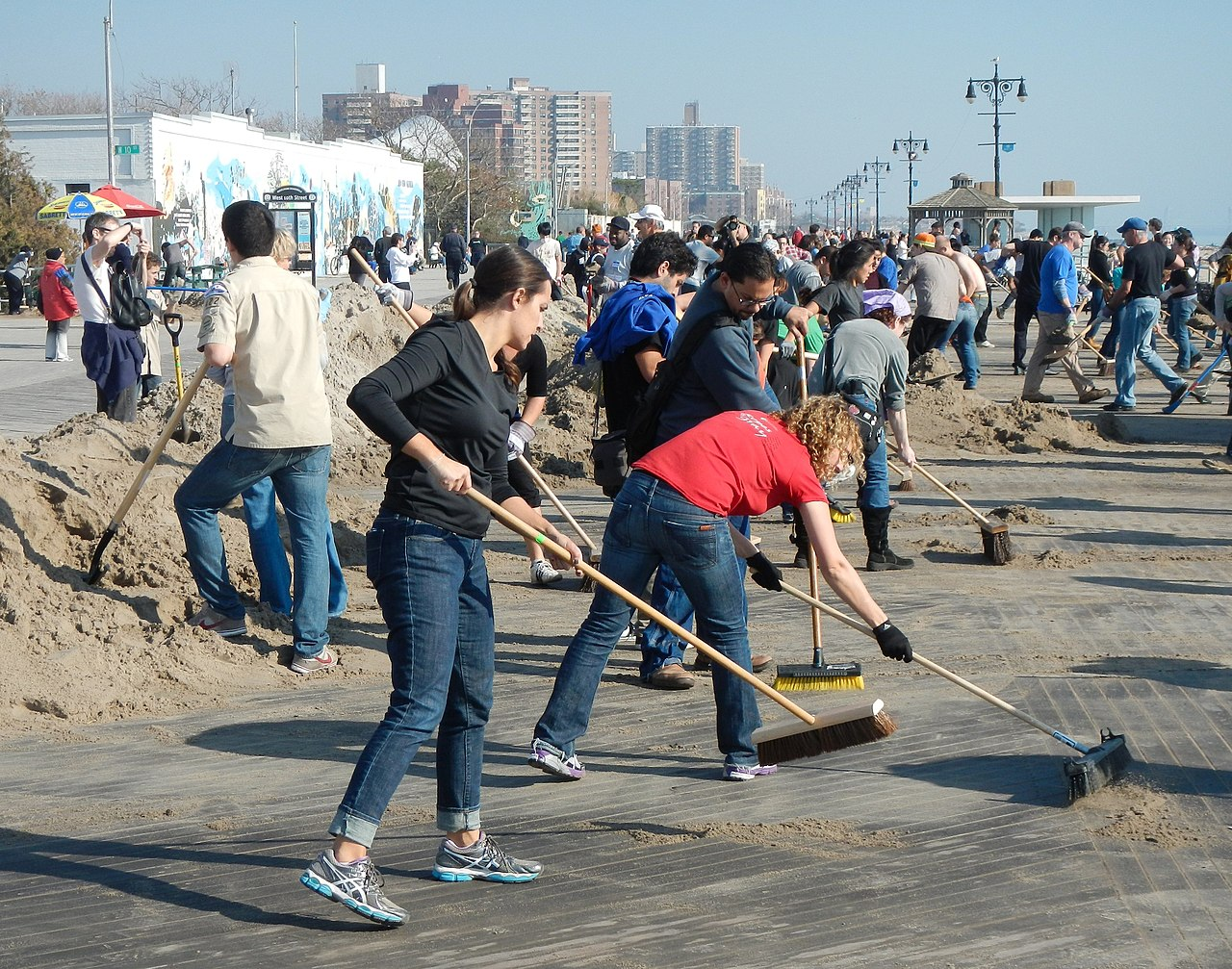
자원봉사를 포함한 시민참여는 민주화에 도움이 된다. 이 자원봉사자들은 2012년 허리케인 샌디 이후 청소를 하고 있다.

셰리 버만은 시민사회가 민주화에 기여한다는 퍼트남의 이론을 반박하며 바이마르공화국의 경우 시민사회가 나치당의 발흥을 촉진했다고 주장한다. 이후의 경험적 연구는 Berman의 주장을 뒷받침해 주었다. 예일대학교의 정치학자 다니엘 매팅리는 중국의 시민사회가 중국의 독재 정권이 통제를 강화하는 데 도움이 된다고 주장한다.

### 지배층 중심의 민주화
학자들은 민주화의 과정이 엘리트가 주도하거나 권위주의적인 현직에 의해 주도될 수 있다고 주장해 왔는데, 이는 엘리트가 대표 정부에 대한 대중의 요구 속에서 권력을 유지하는 방법이기 때문이다. 탄압 비용이 권력을 포기하는 비용보다 더 높다면, 독재자들은 민주화와 포용적인 제도를 선택할 수 있다. 2020년 연구에 따르면, 권위주의 주도 민주화는 권위주의 현역의 정당 세력이 높은 경우에 민주주의를 지속시킬 가능성이 더 높다고 한다. 그러나 마이클 알베르투스와 빅토르 메날도는 퇴임 독재자들에 의해 시행된 민주적 규칙이 퇴임하는 독재 정권과 그 지지자들에게 유리하게 민주주의를 왜곡시켜 없애기 어려운 "나쁜" 제도를 초래할 수 있다고 주장한다. 마이클 K에 의하면 특히 엘리트 중심의 민주화는 (국내적이든 국제적이든) 이 독재 정권에 대한 야당 인사들에게 개방을 제공하는 심각한 폭력 충격의 여파로 일어날 가능성이 높다고 한다.
정치학자 다니엘 트리스만의 연구에 따르면, 민주화에 대한 영향력 있는 이론들은 독재자들이 권력을 나누거나 포기하는 것을 의도적으로 선택한다는 입장을 취하고 있다. 그들은 혁명을 방지하고, 시민들로 하여금 전쟁을 하도록 동기를 부여하고, 정부가 공공재를 제공하도록 장려하고, 엘리트 경쟁자들을 앞지르거나, 계파간 폭력을 제한한다. 그의 연구는 많은 경우에, 민주화가 일어난 것은 현직 엘리트들이 그것을 선택했기 때문이 아니라, 그것을 막기 위해 노력하면서, 그들이 실수한 것이 권력 장악력을 약화시켰기 때문이라는 것을 보여준다. 흔히 저지르는 실수로는 선거를 치르거나 군사적 충돌을 일으키지만, 선거에서 패배하고, 대중의 불안을 무시하고 타도되고, 걷잡을 수 없는 제한된 개혁을 시작하고, 은밀한 민주주의자를 지도자로 선출하는 것이다. 이러한 실수는 과신이나 통제에 대한 환상과 같은 잘 알려진 인지적 편견을 반영한다.
샤룬 무칸트와 다니 로드릭은 엘리트 주도의 민주화가 자유 민주주의를 낳는다고 주장한다. 그들은 자유민주주의가 나타나기 위해서는 낮은 수준의 불평등과 취약한 정체성 균열이 필요하다고 주장한다. 독일 대학의 몇몇 정치학자들의 2020년 연구는 상향식 평화 시위를 통한 민주화가 엘리트들에 의해 촉발된 민주화보다 더 높은 수준의 민주주의와 민주적 안정으로 이어진다는 것을 발견했다.
왕정, 민정, 군사 등 3대 독재 정권은 각자의 목표에 따라 민주화에 대한 접근 방식이 다르다. 군주독재의 경우 세습통치를 통해, 민간독재의 경우 탄압을 통해 무한정 정권을 유지하려 한다. 군사 독재 정권은 자신들이 결함이 있다고 여기는 민간 정부를 대신할 임시 정부 역할을 할 권력을 장악한다. 군사 독재 정권은 민주주의로 이행될 가능성이 더 높은데, 그 이유는 군사 독재 정권은 시작부터 임시방편적인 해결책이 될 뿐 아니라 새로운 허용 가능한 정부 형태를 갖추게 되어 있기 때문이다.

### 민주주의의 물결
민주주의의 물결은 역사상 민주주의가 크게 급상승하는 것을 가리킨다. 세바 구니츠키에 따르면, 이러한 물결은 "선도국들의 급격한 권력 분배가 국내 개혁에 독특하고 강력한 동기를 부여하고 있다"고 한다." Seva Gunitsky는 18세기부터 아랍의 봄(2011-2012)까지 13개의 민주주의 물결에 대해 언급했다.
새뮤얼 P 헌팅턴은 역사상 일어난 세 가지 민주화의 물결을 정의했다. 최초는 19세기에 서유럽과 북미에 도래한 민주주의다. 그 후 남북전쟁 기간 동안 독재 정권이 부상했다. 두 번째 물결은 2차 세계대전 이후 시작되었지만 1962년에서 1970년대 중반 사이에 힘을 잃었다. 가장 최근의 물결은 1974년에 시작되었고 여전히 계속되고 있다. 라틴 아메리카와 구 동구권의 민주화는 이 제3의 물결의 일부이다.

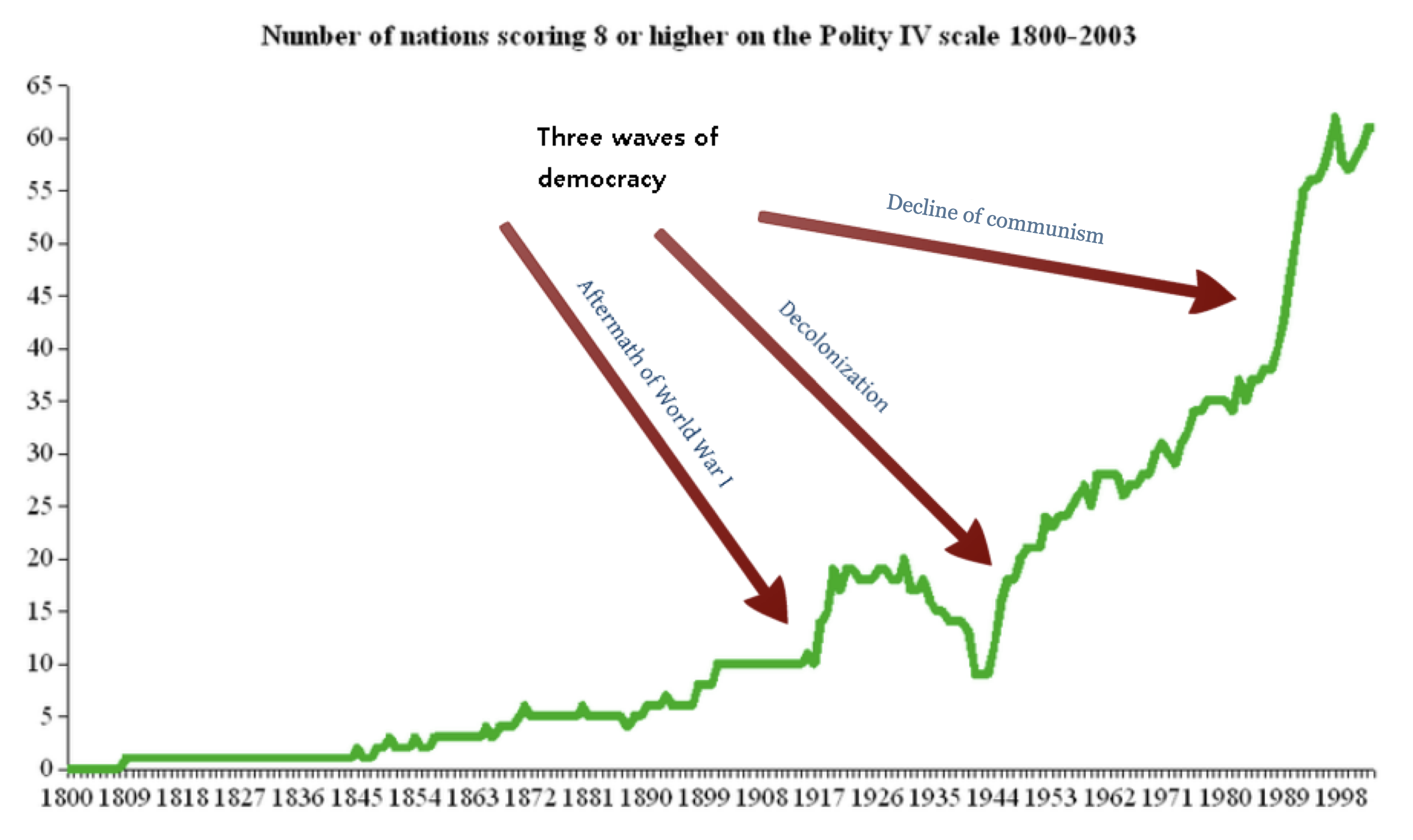
새뮤얼 P 헌팅턴이 확인한 민주주의의 세 물결

민주화의 세 물결을 모두 통과한 지역의 한 예가 중동이다. 15세기 동안 그곳은 오스만 제국의 일부였다. 19세기에, "제1차 세계대전이 끝나갈 무렵에 제국이 마침내 붕괴되었을 때, 서양 군대가 그 지역을 점령했다." 이것은 이 지역의 민주화를 위한 유럽의 확장과 국가 건설의 행위였다. 그러나 포수스니와 앵그리스트가 주장하는 것은 "인종분열은 이라크를 민주화하려는 미국의 노력을 복잡하게 하고 있다"는 것이다. 이 때문에 민주화 과정에서 국내외 복합요소가 어떤 역할을 하는지에 대한 흥미로운 의문이 제기되고 있다. 게다가 에드워드 사이드는 "민주주의적 가치와 이슬람의 내재적 양립불가능성"에 대한 서구식 인식을 '오리엔탈리즘'으로 규정한다. 게다가 그는 "중동 및 북아프리카는 민주화의 전제조건이 부족하다"고 말한다.

### 계급의 동맹과 분열
영향력 있는 독재와 민주주의의 사회적 기원에서, 하버드 대학의 정치학자 바링턴 무어 주니어는 계급 간의 권력 분배 - 농민, 부르주아, 토지 귀족들 - 그리고 계급 간의 동맹의 성격이 민주, 권위주의 또는 공산주의 혁명을 결정했다고 주장한다. 2020년 한 연구는 민주화와 농업의 기계화를 연계한 연구로, 육상 엘리트들이 농업 노동자들의 탄압에 덜 의존하게 되면서, 그들은 민주주의에 대한 적대감이 줄어들었다.
뉴욕대 정치학자 데이비드 스타사베이지에 따르면, "한 사회가 여러 가지 정치적 틈새로 분열될 때 대표 정부가 발생할 가능성이 더 높다"고 한다. 2021년 연구에 따르면 다원주의를 통해 등장한 체질은 (적어도 단기적으로는) 자유민주주의를 유도할 가능성이 더 높다고 한다.
많은 학자들과 정치 사상가들은 민주주의의 출현과 유지와 중산층을 연결시켜 왔다.

### 과세에 대한 통치자의 필요성
데이비드 스타사베이지와 마찬가지로 로버트 베이츠와 도널드 리엔은 통치자들의 세금에 대한 요구가 자산 소유 엘리트들에게 공공 정책에 대한 발언권을 요구할 수 있는 협상력을 주었고, 따라서 민주주의 기관들이 생겨났다고 주장했다. 몬테스키외는 상업의 유동성은 통치자들이 세금을 부과하기 위해 상인들과 흥정을 해야 한다는 것을 의미한다고 주장했다. 그렇지 않으면 그들은 국가를 이끌거나 그들의 상업 활동을 숨길 것이다. Stasavage는 로마 제국의 몰락 후 유럽 통치자들의 약점뿐 아니라 유럽 국가들의 작은 규모와 후진성은 유럽 통치자들이 효과적으로 통치하기 위해 국민들로부터 동의를 얻어야 한다는 것을 의미한다고 주장한다.

### 진급과 외국의 영향 및 개입
유럽연합은 특히 야심찬 회원국들의 민주 개혁을 장려함으로써 민주주의 확산에 기여해 왔다. 토마스 리세는 2009년 동유럽 관련 문헌에서 유럽연합(EU) 가입 관점이 새 민주국가에 커다란 정착 효과를 가져다 줬다는 데 공감대가 형성돼 있다고 말하였다.
스티븐 레비츠키와 루칸 웨이는 서방과의 긴밀한 유대 관계는 냉전 종식 후 민주화의 가능성을 높인 반면 서방과의 유대 관계가 약한 국가들은 경쟁적 권위주의 체제를 채택했다고 주장했다.
2002년 연구에 따르면 지역 단체의 회원 자격은 1950년부터 1992년까지의 민주주의로의 이행과 관련이 있다고 한다.
2004년의 연구는 외국의 원조가 민주화를 이끌었다는 증거를 찾지 못했다.
민주주의는 제2차 세계대전 이후 일본이나 독일처럼 군사적 개입에 의해 종종 강요되어 왔다. 다른 경우에, 탈식민지는 때때로 독재 정권에 의해 곧 대체된 민주주의의 확립을 촉진했다. 예를 들어, 시리아는 냉전 초기에 프랑스의 강제 통치로부터 독립한 후 민주주의를 공고히 하는 데 실패하여 결국 붕괴되었고 바트 독재 정권에 의해 대체되었다.
로버트 달은 On Democracy에서 소련의 동유럽 개입과 미국의 중남미 개입을 거론하며 외국의 개입이 민주주의 실패에 기여했다고 주장했다. 그러나 제국의 위임은 이전의 식민지가 독립을 얻고 민주주의를 구현함에 따라 민주주의의 출현에 기여하였다.

### 혼합된 선거구
Mancur Olson은 민주화의 과정은 엘리트들이 독재 정권을 재구성할 수 없을 때 일어난다고 이론화한다. Olson은 지역구 또는 정체성 그룹이 지리적으로 혼합될 때 이러한 현상이 발생한다 한다. 그는 이렇게 지리적으로 혼합된 선거구는 엘리트들로 하여금 민주적 기관과 대표 기관들이 이 지역을 통제하고 경쟁하는 엘리트 집단의 힘을 제한하도록 요구한다고 주장한다.

### 교육
교육은 안정적이고 민주적인 사회를 촉진한다는 것은 오랫동안 이론화되어 왔다. 연구는 교육이 더 큰 정치적 관용과 정치 참여 가능성을 증가시키고 불평등을 감소시킨다는 것을 보여준다. 한 연구는 "교육 수준의 증가는 민주주의의 수준을 향상시키며 교육의 민주화 효과는 가난한 국가에서 더 강렬하다"는 것을 발견했다.
민주주의와 민주화가 전 세계적으로 초등교육을 확대하는 중요한 원동력이었다고 흔히들 말한다. 그러나 역사적 교육 경향의 새로운 증거는 이 주장에 이의를 제기한다. 1820년부터 2010년까지 109개국의 과거 학생 등록률을 분석한 결과, 민주화가 전 세계 초등교육에 대한 접근성을 증가시켰다는 주장을 뒷받침할 만한 근거가 없다. 민주주의로의 이행이 초등교육 확장의 가속화와 종종 일치한 것은 사실이지만, 비민주적인 국가에서 동일한 가속화가 관찰되었다.

### 천연 자원
연구는 석유의 부가 민주주의의 수준을 낮추고 독재 통치를 강화한다는 것을 보여준다. Michael Ross에 따르면, 석유는 "더 적은 민주주의와 더 나쁜 기관과 일관되게 상관관계가 있는 유일한 자원이며, 어떤 유형의 자원 저주 효과를 식별하는 "대부분의 핵심 변수"이다. 2014년 메타 분석은 석유 부가 민주화에 미치는 부정적인 영향을 확인시켜 준다.
캘리포니아 대학교 버클리 정치학자 태드 더닝은 에콰도르의 민주주의 복귀에 대해 천연자원 임대료가 권위주의 정부를 부추긴다는 통념과 배치되는 그럴듯한 설명을 제안한다. 더닝은 석유를 통해 취득한 천연자원 임대료와 같이 국가가 엘리트 부유층이나 소득이 아닌 이러한 종류의 정책에 자금을 대는 다른 수익원을 가지고 있기 때문에 엘리트에 대한 분배 또는 사회 정책의 위험을 줄일 수 있는 상황이 있다고 제안한다. 그리고 1970년대 에콰도르에서와 같은 높은 불평등을 겪고 있는 나라들에서, 그 결과는 민주화의 더 높은 가능성이 될 것이다. 1972년 군사 쿠데타는 재분배가 일어날 것이라는 엘리트들의 두려움 때문에 정부를 전복시켰다. 같은 해에 석유는 그 나라의 재정 자원이 되었다. 임대료는 군자금을 조달하는 데 사용되었지만, 1979년 제2차 석유 붐은 나라의 재민주화와 평행선을 달렸다. 더닝의 주장대로 에콰도르의 재민주화는 석유 임대료의 큰 인상 덕분으로 볼 수 있는데, 이는 공공 지출의 급등을 가능케 했을 뿐만 아니라 엘리트층을 옥죄었던 재분배에 대한 두려움을 잠재웠다. 에콰도르의 자원 임대료 착취를 통해 정부는 엘리트들에게 아무런 비용도 들이지 않고 시민들에게 혜택을 주는 가격과 임금 정책을 시행할 수 있었으며 민주적 기관의 원활한 전환과 성장을 가능하게 했다.

### 시민 갈등의 시위와 위협
연구는 민주주의 시위가 민주화와 관련이 있다는 것을 보여준다. 한 2016년 연구는 1989년과 2011년 사이의 민주화 시위 사례 중 약 4분의 1이 민주화로 이어진다는 것을 발견했다.
연구에 따르면, 시민 분쟁의 위협은 정권들이 민주적인 양보를 하도록 장려하고 있다고 밝힌다. 2016년 한 연구에 따르면 사막 이남 아프리카에서 발생한 가뭄으로 인한 폭동은 분쟁을 우려한 정권들이 민주적인 양보를 하도록 이끈다고 한다.

### 죽음 혹은 독재자의 탄압
한 분석에 따르면, "쿠데타, 선거, 임기 제한과 같은 다른 형태의 독재 정권 교체와 비교했을 때, 독재자의 죽음은 별다른 변화를 주지 못한다… 재임 중 사망한 79명의 독재자들(1946-2014) 중... 대다수의 경우(92%) 독재자의 죽음 이후에도 정권이 지속된다"고 한다.

### 전쟁 촉진
제프리 허스트는, 그의 논문 "아프리카의 전쟁과 국가"에서, 유럽국가들의 민주화가 어떻게 전쟁에 의해 조장된 정치적 발전을 통해 이루어졌는지 설명하고 있으며, 이러한 "유럽의 사례에서 얻은 교훈들은 전쟁이 오늘날 아프리카에서 사라진 국가 형성의 중요한 원인이라는 것을 보여준다"고 명시했다. Herbst는 전쟁과 이웃의 침략 위협으로 인해 유럽 국가가 보다 효율적으로 수익을 모으고, 지도자들에게 행정 능력을 향상하도록 강요했으며, 국가 통합과 국가 정체성(국가와 시민 간의 공통적이고 강력한 협회)을 조성했다고 한다. Herbst는 아프리카와 그 밖의 비유럽 세계에서 "국가들이 근본적으로 새로운 환경에서 발전하고 있다"고 쓰고 있는데, 그 이유는 대부분 "전쟁에 의존하지 않고도 독립을 얻었으며 독립 이후 안보 위협에 직면하지 않았기 때문"이라고 쓰고 있다. 허브스트는 가장 강력한 비유럽 국가인 한국과 대만은 부분적으로 외부의 거의 끊임없는 위협에 의해 형성된 "대부분의 전쟁" 국가라고 지적한다.

### 평화와 안보
전쟁은 민주주의로의 이행에 선행하는 국가 건설에 기여할 수도 있지만, 전쟁은 또한 민주화에 심각한 장애물이다. 민주평화론 신봉자들은 평화보다 민주주의가 우선이라고 믿지만 역사적 증거는 그 반대다. 거의 모든 경우에 평화가 민주주의보다 우선했다. 일부 학자들은 민주주의가 평화를 가져온다는 가설에는 거의 근거가 없지만 평화가 민주주의로 이어진다는 반대 가설에는 강력한 증거가 있다고 주장했다.
크리스찬 웰젤의 인간권력론은 실존적 안보가 문화적 해방과 민주적 정치조직의 지지로 이어진다고 주장한다. 이것은 진화 심리학에 기초한 이론과 일치한다. 소위 합법성 이론은 사람들이 전쟁 상황이나 집단적 위험을 인식하는 상황에서 강한 지도자와 권위적인 형태의 정부에 대한 심리적 선호도를 발달시킨다는 것을 발견한다. 반면, 사람들은 평화와 안전의 상황에서 평등주의적 가치와 민주주의에 대한 선호를 지지할 것이다. 그 결과 사회는 집단적 위험을 인식하면 독재정권, 독재정권의 방향으로 발전할 것이고, 민주적 방향으로 발전하려면 집단적 안전이 필요하다.

### 비상 상태 및 협상
기예르모 오도넬과 같은 학자나, 필립 C.Schmitter과 Dankwart ARustow는 민주화의 구조적인 원인을 주장해 왔다. 이 학자들은 민주화 과정은 궁극적으로 권위주의에서 민주주의로의 변화 혹은 엘리트들의 독특한 개성과 상황에 따라 달라지는 방식으로 발생한다고 강조하고 있다.

## 전환
민주주의의 발전은 주로 느리고, 폭력적이며, 잦은 반전이 나타나는 것이 특징이다.

### 역사적 사례
영국에서는 17세기부터 마그나 카르타에 대한 새롭게 커지기 시작했다. 1628년 영국 의회는 권리 청원서를 제정하였는데, 이로 인해 주제에 대한 특정 자유가 확립되었다. 영국 내전(1642-1651)은 1647년 푸트니 토론에서 정치적 대표의 권리에 관한 논쟁이 뜨거웠던 당시, 왕과 독재적인 의회 사이에서 일어난 내전이다. 그 후, 보호령(1653-59)와 영국 복원(1660) 당시, 의회는 1679년에 하베스 코퍼스 법을 통과시켰지만 더 많은 독재적 규칙을 복원하여 충분한 원인이나 증거가 부족한 구금을 금지하는 협약을 강화시켰다. 1688년 일어난 명예 혁명은 강력한 힘을 가진 의회를 설립하였으며, 다음해 이 의회는 개인의 자유와 특정 권리를 명시한 권리장전을 통과시켰다. 이로써 일반 의회, 자유 선거, 의회에서 언론의 자유에 대한 규정이 설정되었고 군주의 힘이 제한되었으며, 유럽의 다른 국가들과 달리 왕실 절대주의는 절대 승리할 수 없다는 것이 명시되었다. 하지만 인민법의 대표와 과반수의 남성만이 투표권을 행사하였다.
미국 혁명은 미국을 만들었다. 새 헌법은 행정부와 사법부, 상하원 인구를 대표하는 양원제 의회를 포함한 비교적 강력한 연방 정부를 수립했다. 많은 분야에서 독재자 한 명도 없는 비교적 진정한 공화국이 수립되었다는 점에서 이념적으로 성공했지만, 처음에는 투표권이 백인 남성 재산 소유자들(약 6%)에게 제한되었다. 노예제는 남북전쟁(1861–1865) 이후 재건시대의 헌법 수정과 아프리카계 미국인들에게 주어진 민권이 1960년대에만 달성되기 전까지 남부 주에서 폐지되지 않았다.
프랑스 혁명(1789년)은 잠시동안 넓은 선거권을 허용했다. 프랑스 혁명 전쟁과 나폴레옹 전쟁은 20년 이상 지속되었다. 프랑스 디렉토리가 좀 더 과두 정치였다. 프랑스 제1제국과 부르봉 유신은 더 많은 독재 통치를 복원했다. 프랑스 제2공화국은 보편적인 남성 참정권을 가지고 있었지만 그 뒤를 프랑스 제2제국이 따랐다. 프러시아-프랑스 전쟁은 프랑스 제3공화국을 낳았다.
독일은 1919년 제1차 세계대전 패전 후 만들어진 의회 공화국 바이마르공화국이 생기면서 첫 민주주의를 수립했다. 바이마르 공화국은 붕괴되기 14년 전에 나치 독재정권으로 대체되었다. 역사학자들은 바이마르 공화국의 민주화 시도가 실패한 이유에 대해 계속해서 논쟁을 벌이고 있다. 독일이 제2차 세계대전에서 군사적으로 패배한 후, 미국 주도의 점령 기간 동안 서독에 민주주의가 재창립되었다.
1861년 이탈리아 통일 이후 이탈리아 왕국은 입헌 군주국이었으며 국왕은 상당한 권력을 가지고 있었다. 이탈리아 파시즘은 제1차 세계대전 이후 독재 정권을 만들었다. 제2차 세계대전은 이탈리아 공화국을 초래했다.

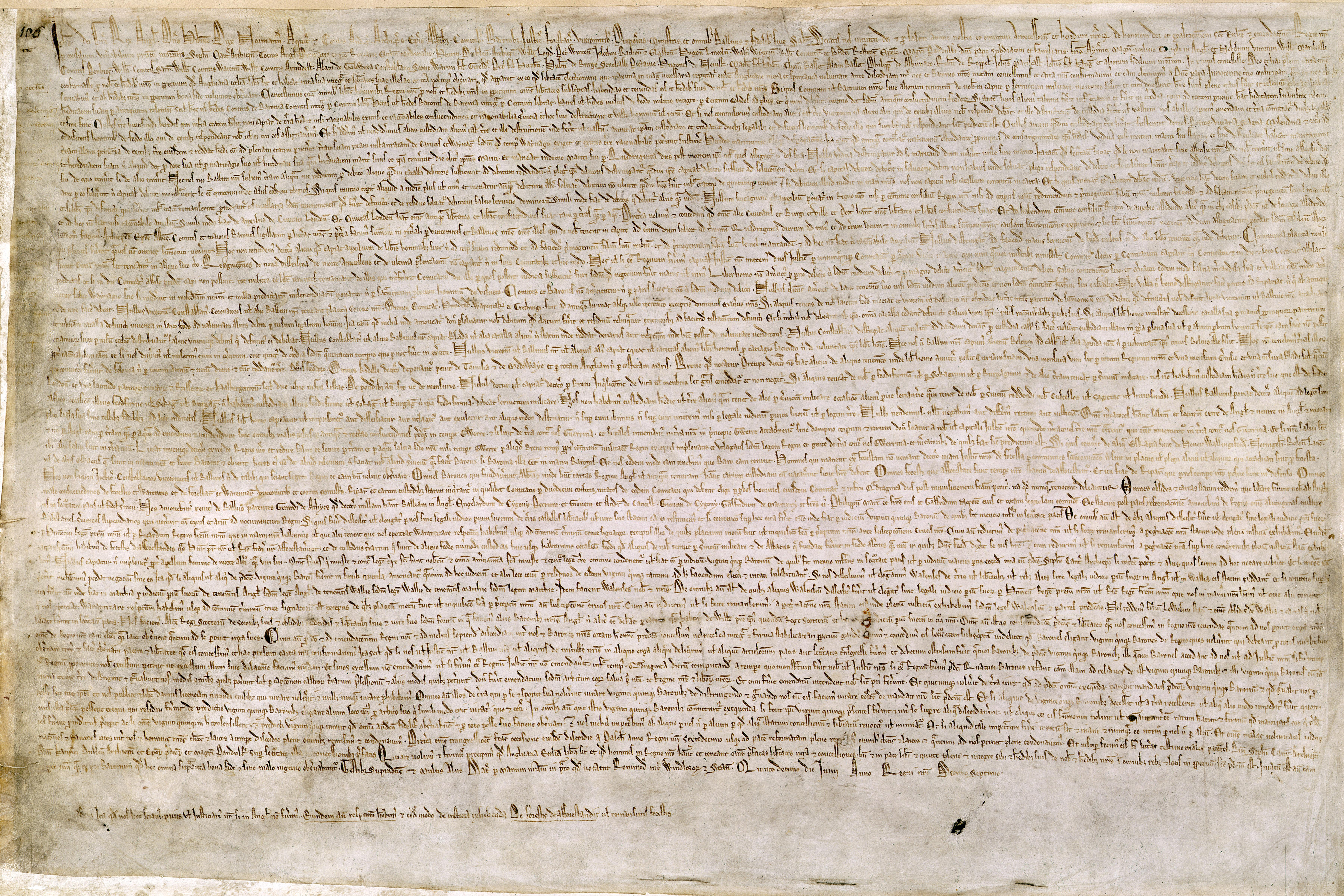
대영도서관의 마그나 카르타. 그 문서는 "영국 민주주의의 주요 원인"으로 묘사되었다.

일본에서는 메이지 시대(일본의 산업 근대화가 시작된 시기), 다이쇼 시대(1912~1926), 쇼와 시대 초기에 제한적인 민주 개혁이 도입되었다. 자유민권운동(1870년대와 1880년대)과 같은 민주화 운동과 일부 민주화 단체에도 불구하고, 일본 사회는 매우 보수적인 사회와 관료주의에 의해 제약을 받았다. 역사가 켄트 칼더는 작가들이 "메이지 지도부는 근본적으로 전술적인 이유로 일부 다원주의적 특징을 가진 입헌정부를 포용했다"며 제2차 세계대전 이전 일본 사회는 다원주의와 개혁에 반대되는 "육지 농촌 엘리트, 대기업, 군대"의 "느슨한 연합"에 의해 지배되었다고 지적한다. 제국주의는 일본 군국주의, 대공황, 태평양 전쟁의 영향에서 살아남았지만, 정당과 같은 다른 다원적 기구들은 그렇지 않았다. 제2차 세계대전 후, 연합국 점령 기간 동안, 일본은 훨씬 더 강력하고 다원적인 민주주의를 채택했다.

### 1972년부터
프리덤 하우스(Freedom House)의 연구에 따르면 1972년 이후 독재가 감소한 67개국에서 비폭력 시민 저항은 70%에 달하는 강력한 영향력을 행사했다. 이러한 변화는 외국의 침략, 무장 반란이나 자발적인 엘리트 중심의 개혁을 통해서가 아니라, 파업, 불매운동, 시민 불복종, 시위와 같은 비폭력적 행동과 시민 저항을 이끄는 민주 시민 사회 단체에 의해 주로 일어났다.

## 지표
민주화에 있어서 한 가지 영향력 있는 조사는 냉전 중에 일어난 Freedom house이다. 오늘날 기관이자 싱크탱크인 Freedom House는 국내적, 국제적으로 민주화를 위한 가장 포괄적인 "자유 조치" 중 하나를 생산하고 있다. Freedom House는 전 세계 모든 나라를 7가지 가치 체계에 따라 분류하며, 설문 조사에 대한 200개 이상의 질문과 각 나라의 여러 설문 조사 대표들을 포함한다. 각 국가의 총 원시 포인트는 국가를 세 가지 범주 중 하나로 분류한다. 무료, 부분 무료 또는 무료가 아닌 것으로 말이다.
시장경제(경제자유지수 1개로 측정됨), 경제발전(GDP/자본으로 측정됨), 정치적 자유(자유주택지수로 측정됨) 사이의 관계를 동시에 조사한 한 연구는 높은 경제적 자유는 GDP/자본으로 증가시키고 높은 GDP/자본은 경제적 자유를 증가시킨다는 것을 발견했다. 높은 GDP/자본은 또한 정치적 자유를 증가시키지만 정치적 자유는 GDP/자본을 증가시키지 않는다. GDP/인프라를 일정하게 유지한다면 경제적 자유와 정치적 자유 사이에는 직접적인 관계가 없다고 할 수 있다.

## 관점
프란시스 후쿠야마는 "역사의 종말과 최후의 인간"이라는 제목의 또 다른 민주화 연구 고전을 썼는데, 이 고전은 자유민주주의의 부상을 인간 정부의 최종 형태라고 말했다. 하지만 진보적 경제 개혁의 확대가 민주화에 미치는 영향은 엇갈린다는 주장이 제기돼 왔다. 여러 가지 면에서, 민주주의 기관들은 국제 자본 시장을 충족시키기 위해 또는 세계 무역의 흐름을 촉진하기 위해 제한되거나 "규율"되어 왔다고 주장되고 있다.
클라크, 골더, 그리고 알버트 오의 신청서에 따르면. 허쉬만의 퇴출, 목소리, 충성심 모델은 개개인이 그럴듯한 퇴출 옵션을 가지고 있다면, 정부가 민주화할 가능성이 더 높다는 것이다. 제임스 C 스콧은 인구 이동 중에 정부가 인구에 대한 주권을 주장하기 어려울 수도 있다고 주장한다. 스콧은 추가로 출구는 강압 국가의 영역에서의 물리적 이탈만 포함할 수 있는 것이 아니라, 국가가 인구에 대한 주권을 주장하기 어렵게 만드는 강압에 대한 여러 적응형 대응을 포함할 수 있다고 주장한다. 이러한 대응에는 주정부가 숫자를 세기가 더 어려운 작물을 심거나 이동성이 더 높은 가축을 돌보는 것이 포함될 수 있다. 사실, 국가의 모든 정치적 배치는 개인이 환경에 적응하고 영토에 머물지 말지 결정하는 것에 따른 결과이다. 사람들이 자유롭게 이동할 수 있다면, 출구, 목소리, 충성심 모델은 국가가 그 인구를 대표해야 하고, 그들이 떠나는 것을 막기 위해 인구를 달래야 할 것이라고 예측한다. 개인이 타당한 출구 옵션을 가지고 있다면, 출구 위협을 통해 정부의 독단적인 행동을 더 잘 제한할 수 있다. 예를 들어 Alex Tabarrok는 미주리주 퍼거슨에서 이 사건의 반대가 발생했다고 주장합니다; 마을을 떠날 수 있는 사람들은 마을 밖으로 나갈 수 없었지만, 궁극적으로 지방 정부는 일련의 과도한 벌금 때문에 일부 사람들이 빠져나오지 못했기 때문에 그들의 권력을 남용했다.

## 다른 여러 맥락
민주화는 국가 또는 정치의 맥락에서 자주 생각되지만, 다음과 같은 분야에도 적용된다.

### 국제기구
- 개혁과 변형된 투표 구조 및 투표 시스템을 지속적으로 요구하는 국제기구(예: 유엔).

### 기업
기업에서 민주화의 개념은 하향식 결정이 주를 이루는 전통적인 권력 구조를 갖춘 기업에 적용될 수 있다. 이는 자문, 권한 부여(낮은 수준) 및 회사 전체의 의사 결정의 확산과는 상이한 개념이다.

### 인터넷
인터넷 엔지니어링과 인터넷 자체의 느슨한 무정부 구조는 일부 그룹이 도메인 이름을 설정하는 데에 민주적인 방법을 활용하도록 도움을 주었다. ICANN의 도메인 이름 시스템은 사물 이름에 선착순으로 제공되는 간단한 모델을 사용하여 인터넷에서 가장 민주적이고 가장 중앙 집중화된 모습을 자랑한다. 랄프 네이더는 이를 "사전의 코포레이터화"라고 불렀다.

### 지식
지식의 민주화는 엘리트 집단에 의해 통제되는 지식과는 달리, 서민들 사이에서 지식을 만들고 합법화할 수 있는 능력이 확산되는 것이다.

### 디자인, 제품 및 서비스
혁신의 민주화라는 용어는 Eric von Hippel에 의해 정의된다. 수백 년 동안 상업의 주축이 되어온 제조업체 중심의 혁신 개발 시스템이 아니라 "기업과 개인 소비자 모두 제품 및 서비스의 사용자가 스스로 혁신할 수 있는 프로세스"로 정의된다." 혁신은 물리적 상품과 소프트웨어 같은 비물리적 상품 모두에 대해 민주화될 수 있다.
디자인 민주화는 종종 비설계자들이 대량 맞춤화를 통해 디자인에 참여하는 과정을 말한다.

## 대한민국의 민주화

### 이승만과 군사독재자들에 대한 투쟁
대한민국에서는 1948년에 대한민국 정부수립된 이후 정권 말기 이승만, 유신 체제 시기 박정희, 전두환 등 독재를 펼치는 대통령들로 인해 민주화운동이 활발하게 진행되어 왔다. 권위주의 정부를 극복하기 위한 대표적인 민주화운동으로 1960년 4.19 혁명, 1969년 3선 개헌 반대 투쟁, 1970년대 반(反) 10월 유신 투쟁, 1979년 부마민중항쟁, 1980년 5·18 광주 민주화 운동, 1984년 학원자율화 이후의 전두환 정권 타도와 민주화 달성을 목표로 하는 민주화 투쟁 등이 있다. 1987년 6월 항쟁은 1970년대와 1980년대에 일어난 대한민국의 민주화운동의 결과물이었다. 대한민국 제13대 대통령 선거에 출마한 노태우 민주정의당 대통령 후보는 대통령의 단임제와 직접 선거제 등을 골자로 하는 민주화 방안을 발표했다.

### 민주화 운동의 종식
1997년, 2007년, 2017년 그리고 2022년까지 4차례에 걸친 수평적인 정권 교체로 실질적인 측면에서 민주화가 공고화되었다. 정권 교체를 자연스러운 현상으로 바라보게 되는 '정치의 일상화' 현상이 나타났다.

## 영국의 민주화
영국에서는 1688년 의회와 빌럼 1세 판 오라녜가 연합하여 명예혁명을 일으켜 의회 민주주의를 정착시켰다. 19세기 말에는 군주의 영향력이 대폭 축소되어 오늘날의 입헌군주제의 모습을 띠게 되었다.
영국에 의회민주주의가 정착하자 다른 세계 여러나라에서도 민주화의 바람이 불게 되었다. 또한 근대시민사회로 가는데 기여하여 산업혁명이 일어나는데 영향을 주게된다.

## 프랑스의 민주화
프랑스에서는 1789년 프랑스 혁명이 일어나 1792년 공화정을 선포했다. 1799년 나폴레옹 보나파르트가 쿠데타를 일으켜 1804년 황제로 즉위하였으나, 워털루 전투에서의 패배로 프랑스 제1제국은 붕괴한다. 그후 만들어진 프랑스 제2공화국은 1851년 쿠데타로 전복되어 프랑스 제2제국이 출범하였으나, 프랑스-프로이센 전쟁에서 패배하여 붕괴되었다. 이는 프랑스 마지막 제정이었다. 이후 프랑스 제3공화국이 공화정으로서 수십년간 존재하고 있었으나, 제2차 세계대전중 대독일국에 패배하여 일부는 독일의 영토가 되고 남부의 일부지역은 비시 프랑스라는 독일의 괴뢰국이 된다. 독일 치하에서도 프랑스 국민들은 시민군을 조직해 저항했다. 독일의 패망이후 현재까지 프랑스는 공화국으로서 존재하고 있다.

## 독일의 민주화
제1차 세계대전에서의 독일 제국의 패망이후 바이마르 공화국이 탄생했다. 하지만 대공황이후 브뤼닝 내각의 경제정책은 붕괴되고 국민들의 지지에 나치의 아돌프 히틀러가 총리로 취임한다. 1934년 힌덴부르크 대통령이 사망하자 아폴프 히틀러는 국민투표를 통해 총통의 자리에 올라 전체주의 독재를 하게 된다. 제2차 세계대전에서 독일이 패망하자 연합국은 독일을 분할 통치하였다. 이후 미국과 프랑스, 영구의 점령지역이 독일연방공화국으로 통일해 민주정치를 하였고, 소련점령지역은 독일민주공화국을 선포해 공산주의 독재를 하였다. 1980년대 후반 공산권의 붕괴가 가속화되고 결국 1990년 10월 3일 독일은 독일연방공화국으로 통일되어 현재까지 민주정부가 통치하고 있다.

## 일본의 민주화
메이지 유신으로 1868년 성립된 일본제국은 1889년 일본 제국 헌법을 발표해 입헌 국가가 되었다. 이후 다이쇼 데모크라시라고 일컬어지는 자유주의, 민주주의 운동이 일어났다. 보통선거, 언론과 집회및 결사의 자유, 노동권등의 쟁취를 목표로하는 이 운동은 대공황의 여파로 인해 급속도로 식어버린다. 이후 이누카이 츠요시 수상이 암살되고 극우 세력이 히로히토 천황을 앞세워 전체주의적 정치를 하게 되었고, 다이쇼 데모크라시는 종말을 맞는다. 제2차 세계대전에서 일본이 패배하자 일본은 자유민주주의 사회가 된다.

## 중국의 민주화
청나라는 내부적,외부적 문제로 인해 무너져가고 있었다. 이때 중국 동맹회가 결성되어 1911년 신해혁명을 일으킨다. 이후 1912년 쑨원이 중화민국을 건국한다. 이때 중화민국의 건국에 도움이 되었던 청의 군벌 위안스카이가 중화민국의 총통이 되었다. 위안스카이는 북양함대를 기반으로 하여 독재체제를 굳혔고, 결국 1915년 중화제국을 선포한다. 하지만 1년만에 붕괴되어 각지의 군벌이 난립해 내란상태가 된다. 이후 장제스의 국민정부는 북벌을 하여 북양정부를 멸망시키고 군벌 시대를 종식시킨다. 이후 제1차 국공내전이 발발했다. 1937년 이후 일본의 침략이 본격화되자 제2차 국공합작으로 일본과 싸워 승리한다. 전후 공산당과 국민당은 또다시 내전을 하였으나 국민당의 연이은 실책에 의해 공산당이 승리하였고 국민당 정부는 모든 국가기반을 대만섬으로 이전한다. 중국 공산당이 장악한 중국대륙에서는 1949년 마오쩌둥이 중화인민공화국을 선포했다. 이후 덩샤오핑 정부 치하에서 민주화 운동이 있었으나 무력으로 진압되었다. 시진핑 정부에서도 홍콩의 민주정부 보장을 요구하는 시위가 있었으나, 홍콩 국보법으로 사실상 해산되었다.
한편 대만으로 이전한 중화민국은 국민당이 1987년까지 독재를 하다 계엄령이 해제되고 민주화 된다.

## 러시아의 민주화
러시아 제국은 구시대적 전제군주제를 유지하고 있었고 국민들의 생활수준을 향상시키는 사회정책에는 무관심했다. 결국 이는 민중들의 분노를 일으키게 되었고 1917년 러시아 혁명이 일어난다. 이후 볼셰비키가 적백내전에서 승리하고 1922년 소비에트 사회주의 공화국 연방을 세운다. 그후 수십년간 공산당 1당 독재체제를 유지하였으나 미하일 고르바초프의 글라스노스트, 페레스트로이카 정책에 의해 다당제가 허용된다. 1991년 소련이 붕괴하고 소련의 후계국가임을 대외적으로 인정받은 러시아 연방은 민주적 선거로 대통령을 선출했다. 2011년 러시아 총선에서 부정선거의 정황이 여럿 발견되자 러시아의 국민들은 대규모의 시위를 일으켰다.
또한 영국으로 망명해 푸틴을 비판하는 활동을 하던 전직 러시아 연방보안국 요원 알렉산드르 발테로비치 리트비넨코가 폴로늄이 들어간 홍차를 마시고 사망하는 사건이 발생하고, 블라디미르 푸틴의 종신집권을 가능하게 하는 내용으로 개헌이 되는등 현재 러시아는 반민주적인 국가라고 평가받고 있다.

## 각 국가별 민주화운동에 대한 규정

### 대한민국
대한민국에서는 민주화운동을 1964년 3월 24일 이후(6·3 학생운동 이후) 자유 민주주의적 기본질서를 문란하게 하고 헌법에 보장된 국민의 기본권을 침해한 권위주의적 통치에 항거하여 민주 헌정질서의 확립에 기여하고, 국민의 자유와 권리를 회복·신장시킨 활동을 뜻한다고 규정하고 있다.

## 같이 보기
- 민주화운동기념사업회
- 민주화추진협의회
- 민주화실천가족운동협의회
- 민주화를 위한 전국교수협의회
- 민주화를 위한 정당 협력체

## 추가 정보
- Thomas Carothers. Aiding Democracy Abroad: The Learning Curve. 1999. Washington, DC: Carnegie Endowment for International Peace.
- Josep M. Colomer. Strategic Transitions. 2000. Baltimore, Md: The Johns Hopkins University Press.
- Daniele Conversi. 'Demo-skepticism and genocide', Political Science Review, September 2006, Vol 4, issue 3, pp. 247–262
- Geddes, Barbara. 1999. "What Do We Know About Democratization After Twenty Years?" Annual Review of Political Science 2:1, 115-144
- Geddes, Barbara. 2011. "What Causes Democratization." in The Oxford Handbook of Political Science.
- Haerpfer, Christian; Bernhagen, Patrick; Inglehart, Ronald & Welzel, Christian (2009), Democratization, Oxford: Oxford University Press, ISBN 9780199233021.
- Inglehart, Ronald & Welzel, Christian (2005), Modernization, Cultural Change and Democracy: The Human Development Sequence, New York: Cambridge University Press, ISBN 9780521846950.
- Muno, Wolfgang. "Democratization" (2012). University Bielefeld - Center for InterAmerican Studies.
- Frederic C. Schaffer. Democracy in Translation: Understanding Politics in an Unfamiliar Culture. 1998. Ithaca, NY: Cornell University Press.
- Fareed Zakaria. The Future of Freedom: Illiberal Democracy at Home and Abroad. 2003. New York: W.W. Norton.
- Christian Welzel. Freedom Rising: Human Empowerment and the Quest for Emancipation. 2013. New York: Cambridge University Press. ISBN 978-1-107-66483-8.
- Tatu Vanhanen. Democratization: A Comparative Analysis of 170 Countries. 2003. Routledge. ISBN 0415318602